# Santo Isidoro e Livração
Santo Isidoro e Livração é uma freguesia portuguesa do município de Marco de Canaveses, com 4,67 km² de área e 1812 habitantes (censo de 2021). A sua densidade populacional é 388 hab./km².

## História
Foi criada aquando da reorganização administrativa de 2013, resultando da agregação das antigas freguesias de  Santo Isidoro e Toutosa.
A sua designação inicial foi Livração, sendo alterada para Santo Isidoro e Livração em 2014.

## Demografia
A população registada nos censos foi:
| Distribuição da População por Grupos Etários | Distribuição da População por Grupos Etários | Distribuição da População por Grupos Etários | Distribuição da População por Grupos Etários | Distribuição da População por Grupos Etários | Distribuição da População por Grupos Etários |
| -------------------------------------------- | -------------------------------------------- | -------------------------------------------- | -------------------------------------------- | -------------------------------------------- | -------------------------------------------- |
| Antes da agregação                           |                                              |                                              |                                              |                                              |                                              |
| Ano                                          | 0-14 anos                                    | 15-24 anos                                   | 25-64 anos                                   | >= 65 anos                                   | Total                                        |
| 2001                                         | 356                                          | 324                                          | 1185                                         | 282                                          | 2147                                         |
| 2011                                         | 286                                          | 248                                          | 1235                                         | 314                                          | 2083                                         |
| Após a agregação                             |                                              |                                              |                                              |                                              |                                              |
| Ano                                          | 0-14 anos                                    | 15-24 anos                                   | 25-64 anos                                   | >= 65 anos                                   | Total                                        |
| 2021                                         | 152                                          | 190                                          | 999                                          | 471                                          | 1812                                         |